# Ramiro de Maeztu
Ramiro de Maeztu y Whitney (4. května 1874, Vitoria – 29. října 1936 Aravaca, Madrid) byl španělský novinář, publicista, literární kritik, diplomat a politik. Patřil ke spisovatelské Generaci 98. V mládí byl ovlivněn Nietzschem a sociálním darwinismem, později fabiánským socialismem a nakonec se stal distributistou a korporativistou.
Stál u zrodu pojmu „Hispanidad“ popisující všechny národy užívající španělštiny jako mateřského jazyka.
Ramiro de Maeztu byl zavražděn republikány v Madridu několik měsíců po vypuknutí španělské občanské války. Posmrtně obdržel titul hraběte Maeztu.

## Život

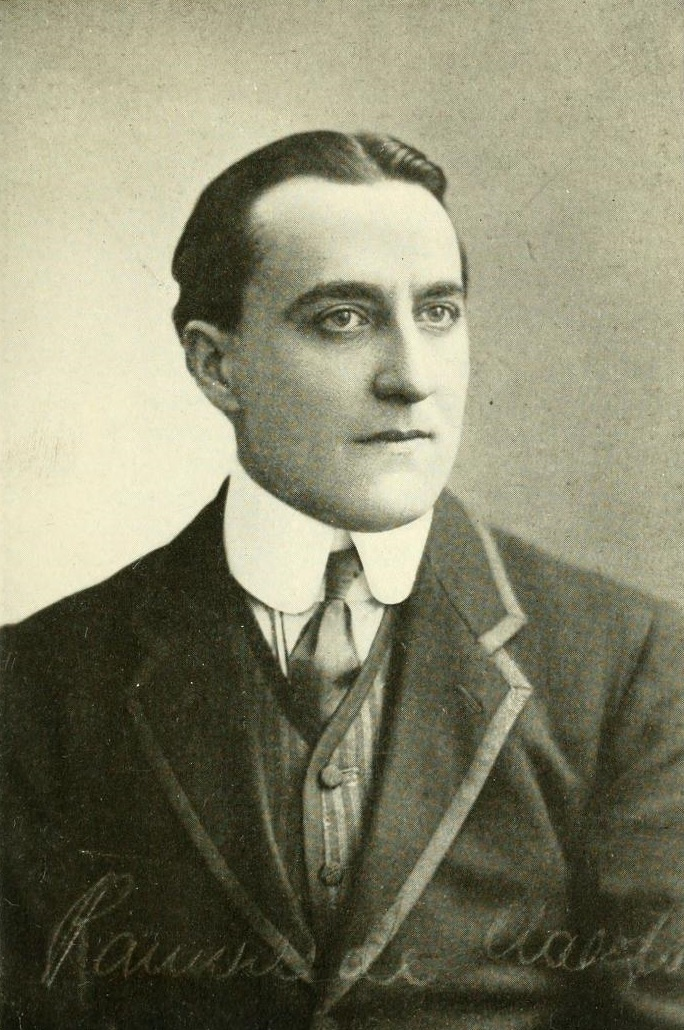
Ramiro de Maeztu v roce 1915

Ramiro de Maeztu se narodil jako nejstarší syn v rodině kubánského inženýra a statkáře s původem z Navarry, Manuela de Maeztu Rodriguez a jeho ženy Juany Whitney, dcery britského diplomata, jeho rodiče se však nikdy nevzali. Sourozenci Ramira byli pedagožka María de Maeztu a malíř Gustavo de Maeztu, kromě toho měl sestru Ángelu a bratra Miguela.
V roce 1891 odcestoval na Kubu, aby tam pomohl otci s jednáním, následně byl zaměstnán na různých pozicích zejména v tabákovém průmyslu. V roce 1893 krátce navštívil New York a poté, co jeho otec zemřel v roce 1894, se vrátil do Španělska, kde se zbytek rodiny přestěhoval do Bilbaa. Po cestách na Kubu a do Paříže se začal věnovat novinařině.
Spolu se spisovateli José Martínezem Ruizem (Azorínem) a Píem Barojou patřil k mladé španělské generaci, která byla ovlivněna ponižující porážkou Španělska ve španělsko-americké válce a následnou ztrátou Kuby a Filipín v roce 1898. První sbírku esejí vydal v roce 1898 pod názvem Hacia otra España. Jeho socialistické přesvědčení se změnilo během 1. světové války, kdy působil jako španělský korespondent v Londýně – po návratu upřednostňoval zejména katolické řešení sociální problematiky.
Stal se velkým obhájcem diktatury Miguela Primo de Rivery a v letech 1928–1930 sloužil jako španělský velvyslanec v Argentině. Po nastolení Druhé republiky se vrátil do Španělska a zapojil se do monarchistického hnutí.
Po vypuknutí španělské občanské války byl zadržen republikány a vězněn. Během zátahů a čistek, které republikánští vojáci čas od času prováděli, byl bez soudu 29. října 1936 zastřelen na hřbitově v Aravace (dnes Moncloa – Aravaca v Madridu). Jeho poslední slova zněla: „Nevíte, proč mě zabíjíte, ale já vím, proč umírám: aby vaši synové byli lepší, než jste vy!“.